# Wapen van Nieuwstadt

Wapen van Nieuwstadt

Het wapen van Nieuwstadt werd op 10 april 1924 verleend door de Hoge Raad van Adel aan de Limburgse gemeente Nieuwstadt. Per 1982 ging Nieuwstadt op in gemeente Susteren. Het gemeentewapen kwam daardoor te vervallen. In het wapen van Susteren, verleend in 1984, werden de elementen uit het wapen van Nieuwstadt overgenomen. Per 2003 maakt Nieuwstadt deel uit van de gemeente Echt-Susteren. In het wapen van  Echt-Susteren is in het schildvoet de elzenproppen een verwijzing naar Nieuwstadt.

## Blazoenering
De blazoenering van het wapen luidde als volgt:
Doorsneden; I in azuur, bezaaid met staande blokjes van goud, een leeuw van hetzelfde, getongd en genageld van keel, II in zilver 3 geplante elzenboomen van sinopel.
De heraldische kleuren zijn azuur (blauw), goud (goud of geel), keel (rood), zilver (wit) en sinopel (groen). Opmerkelijk is dat de beschrijving melding maakt van "bezaaide blokjes", terwijl op de register tekening de blokjes niet als bezaaid ingetekend zijn. Bezaaid betekent in heraldische termen dat sommige stukken half uit de schildrand tevoorschijn komen, waardoor er geen aantal op te geven is.

## Geschiedenis
De elzenbomen zijn een verwijzing naar de omgeving en de oude naam van Nieuwstadt: Elsene. Van laat 13e tot halverwege de 18e eeuw gebruikte Nieuwstadt een zegel waarop een elzenboom met drie takken, daartussen enkele mispelbloemen en op de takken zes vogels afgebeeld werd. De mispelbloemen stonden symbool voor Gelre, waaronder Nieuwstadt viel. In het gemeentewapen wordt in het bovenste deel de Gelderse leeuw vertoond..

## Verwante wapens

Gelderse wapen van 1236-1339
Wapen van Susteren per 1984
Wapen van Echt-Susteren